# Agesca Nederland
 (avril 2025).
Motif : Où sont les sources permettant de démontrer l'admissibilité de cette entreprise sur Wikipédia ?
- Archive Wikiwix
- Bing
- Cairn
- DuckDuckGo
- E. Universalis
- Gallica
- Google
- G. Books
- G. News
- G. Scholar
- Persée
- Qwant
- (zh) Baidu
- (ru) Yandex
- (wd) trouver des œuvres sur Wikidata

| 1. | Préciser le motif de la pose du bandeau. | Précisez le motif de la pose du bandeau en utilisant la syntaxe suivante : {{admissibilité à vérifier\|date=avril 2025\|motif=remplacez ce texte par le motif}}                       |
| 2. | Informer les utilisateurs concernés.     | Pensez à avertir le créateur de l'article, par exemple, en insérant le code ci-dessous sur sa page de discussion : {{subst:avertissement admissibilité à vérifier\|Agesca Nederland}} |

Agesca Nederland est une holding détenant 50 % de la holding Parjointco N.V.. Elle est détenue à 89,5 % par la CNP, et à 10,5 % par la holding Frère-Bourgeois (qui appartient au financier belge Albert Frère).